# Senti Augurí
Senti Augurí (en llatí Sentius Augurinus) va ser un poeta del temps de Plini el Jove.
Va escriure poemes curts en l'estil d'epigrames, idil·lis i altres i que ell va anomenar a "poematia" i que eren d'un estil semblant als de Catul i Gai Licini Macre Calvus. Era amic íntim de Plini el Jove, a qui va elogiar en diversos poemes. Plini presentava a Senti Augurí com un dels primers poetes. Entre la correspondència de Plini s'ha conservat un poema d'Augurí que el lloava.